# Isolotti Cottola
Gli isolotti Cottola, scogli Cotola, Tre Kottole o Kotole sono un gruppo di isolotti disabitati della Croazia situati nel mare Adriatico a sud di Pasman; fanno parte dell'arcipelago zaratino. Amministrativamente appartengono al comune di Tuconio, nella regione zaratina.

## Geografia
I tre isolotti si trovano a est dell'isola di Gangaro, circa 1,9 km a sud di punta Borogna Inferiore (rt Donji Borovnjak), la punta meridionale di Pasmano, a 5,5 km dalla costa dalmata e 2,6 km a nord-ovest di Vergada.
- Cotola Grande[8] (Kotula Vela o Velika Kotula), di forma irregolare, è il maggiore dei tre isolotti, ha una superficie di 0,124 km²[9], una costa lunga 1,58 km[9] ed è alto 12 m[1]. Si trova 600 m[1] circa a est di Gangaro.
- Cotola Piccola[10] (Kotula Mala), è situato a circa 540 m[1] di distanza da Gangaro e 140  a nord-ovest di Cotola Grande. Lo scoglio, lungo circa 160 m[1], ha una superficie di 0,012 km²[9], una costa lunga 0,43 km[9] e l'altezza di 4 m[1] 43°52′12″N 15°26′50″E.
- Rugnava[11] (Runjava Kotula), 120 m a est di Cotola Grande, ha la forma di una goccia con la punta rivolta a sud-est; è lungo circa 280 m[1], ha una superficie di 0,032 km²[9], una costa lunga 0,71 km[9] ed è alto 10 m[1] 43°52′08″N 15°27′28″E.

### Isole adiacenti
- Gangaro (Gangaro), a ovest.
- Asinello Grande[12], Osliak[5] o Ossliak[4] (Ošljak Veli), scoglio rotondo (con un diametro di circa 100 m[1]) 800 m[1] a nord-ovest di Cotola Piccola; ha un'area di 0,011 km²[6], la sua costa è lunga 376 m[6] ed è alto10,8 m[1] 43°52′34″N 15°26′18″E.
- Asinello Piccolo[12] (Ošljak Mali), piccolo scoglio 650 m[1] a nord di Cotola Piccola, con un'area di 2290 m²[6] e l'altezza di 4 m[1] 43°52′36″N 15°26′49″E.
- Obun (Obun), 1,3 km[1] circa a sud di Cotola Grande.

### Cartografia
- (HR) Mappa topografica della Croazia 1:25000, su preglednik.arkod.hr. URL consultato il 19 giugno 2017.
- G. Giani, Carta prospettiva delle Comuni censuarie della Dalmazia, foglio 6, 1839. Fondo Miscellanea cartografica catastale, Archivio di Stato di Trieste.
- Carta di cabottaggio del mare Adriatico, foglio VII, Milano, Istituto geografico militare, 1822-1824. URL consultato il 27 febbraio 2017 (archiviato dall'url originale il 13 aprile 2013).